# Wikipedia in cebuano
La Wikipedia in cebuano (Wikipedya sa Sinugboanon), spesso abbreviata in ceb.wikipedia o ceb.wiki, è l'edizione in lingua cebuana dell'enciclopedia online Wikipedia.

## Storia
È stata aperta il 22 giugno 2005.
Ad inizio del 2013, ha superato in numero di voci Wikipedia in waray-waray e in tagalog grazie ad un bot che ha aggiunto migliaia di voci sulle forme di vita.

## Statistiche
La Wikipedia in cebuano ha 6 116 767 voci, 11 229 699 pagine, 125 532 utenti registrati di cui 155 attivi, 6 amministratori e una "profondità" (depth) di 2.2 (al 21 marzo 2025).
È la seconda Wikipedia per numero di voci ma, come "profondità", è la 71ª fra quelle con più di 100.000 voci (al 14 ottobre 2024). Quasi tutte le pagine, infatti, sono create meccanicamente da un bot.

## Cronologia
- 30 dicembre 2005 — supera le 1000 voci.
- 19 dicembre 2006 — supera le 10.000 voci.
- 21 gennaio 2013 — supera le 50.000 voci ed è la 61ª Wikipedia per numero di voci.
- 2 febbraio 2013 — supera le 100.000 voci ed è la 42ª Wikipedia per numero di voci.
- 9 febbraio 2013 — supera le 150.000 voci ed è la 33ª Wikipedia per numero di voci.
- 16 febbraio 2013 — supera le 200.000 voci ed è la 26ª Wikipedia per numero di voci.
- 18 marzo 2013 — supera le 300.000 voci ed è la 19ª Wikipedia per numero di voci.
- 26 giugno 2013 — supera le 400.000 voci ed è la 16ª Wikipedia per numero di voci.
- 18 luglio 2013 — supera le 500.000 voci ed è la 15ª Wikipedia per numero di voci.
- 7 agosto 2013 — supera le 600.000 voci ed è la 14ª Wikipedia per numero di voci.
- 20 agosto 2013 — supera le 700.000 voci ed è la 15ª Wikipedia per numero di voci.
- 10 settembre 2013 — supera le 800.000 voci ed è la 13ª Wikipedia per numero di voci.
- 18 giugno 2014 — supera le 900.000 voci ed è la 13ª Wikipedia per numero di voci.
- 16 luglio 2014 — supera 1.000.000 di voci ed è la 12ª Wikipedia per numero di voci.
- 15 agosto 2014 — supera l'edizione in waray-waray e diventa la decima edizione per numero di voci.
- 21 agosto 2014 — supera l'edizione in vietnamita e diventa la nona edizione per numero di voci.
- 26 agosto 2014 — supera l'edizione in spagnolo e diventa l'ottava edizione per numero di voci.
- 31 agosto 2014 — supera l'edizione in italiano e diventa la settima edizione per numero di voci.
- 1º settembre 2014 — supera l'edizione in russo e diventa la sesta edizione per numero di voci.
- 9 ottobre 2014 — viene superata dall'edizione in waray-waray e ritorna ad essere la settima edizione per numero di voci.
- 31 marzo 2015 — viene superata dall'edizione in russo e ritorna ad essere l'ottava edizione per numero di voci.
- 16 luglio 2015 — viene superata dall'edizione in italiano e ritorna ad essere la nona edizione per numero di voci.
- 6 settembre 2015 — supera di nuovo l'edizione in italiano e ridiventa l'ottava edizione per numero di voci.
- 8 novembre 2015 — supera di nuovo l'edizione in waray-waray e ridiventa la settima edizione per numero di voci.
- 9 novembre 2015 — supera di nuovo l'edizione in russo e ridiventa la sesta edizione per numero di voci.
- 7 dicembre 2015 — supera 1.500.000 voci.
- 1º gennaio 2016 — supera l'edizione in francese e diventa la quinta edizione per numero di voci.
- 15 gennaio 2016 — supera l'edizione in olandese e diventa la quarta edizione per numero di voci.
- 19 gennaio 2016 — supera l'edizione in tedesco e diventa la terza edizione per numero di voci.
- 14 febbraio 2016 — supera 2.000.000 di voci.
- 25 settembre 2016 — supera 3.000.000 di voci.
- 16 gennaio 2017 — supera l'edizione in svedese e diventa la seconda edizione per numero di voci.
- 11 febbraio 2017 — supera 4.000.000 di voci.
- 9 agosto 2017 — supera 5.000.000 di voci.
- 14 ottobre 2021 — supera 6.000.000 di voci.